# Ернст Епик
Ернст Јулијус Епик (ест. Ernst Julius Öpik; Кунда, 22. октобар 1893 – Бангор, 10. септембар 1985) био је један од најпознатијих естонских астронома и астрофизичара.
Школовао се на Универзитету Ломоносов у Москви где се специјализовао за проучавање малих небеских тела попут астероида, комета и метеора. Докторску дисертацију одбранио је на Увиверзитету у Тартуу. До 1916. радио је у опсерваторији у Ташкенту, а потом и у Тартуској опсерваторији. Естонију напушта 1944. године и одлази у Немачку, у Хамбург одакле се након три године преселио у Велику Британију. Наредних 40 година (1948–1981) радио је у опсерваторији Арма у Северној Ирској. У периоду 1950–1981. био је главни уредник Ирског астрономског журнала.
Први је астрофизичар који је изнео хипотезу о постанку астероида (Ортов облак).
Астероид 2099 Епик добио је име по њему, баш као и кратер на марсовом сателиту Фобосу.